# Konjo (peuple d'Afrique)
Pour les articles homonymes, voir Konjo.
Ne doit pas être confondu avec Konjo (peuple d'Indonésie).

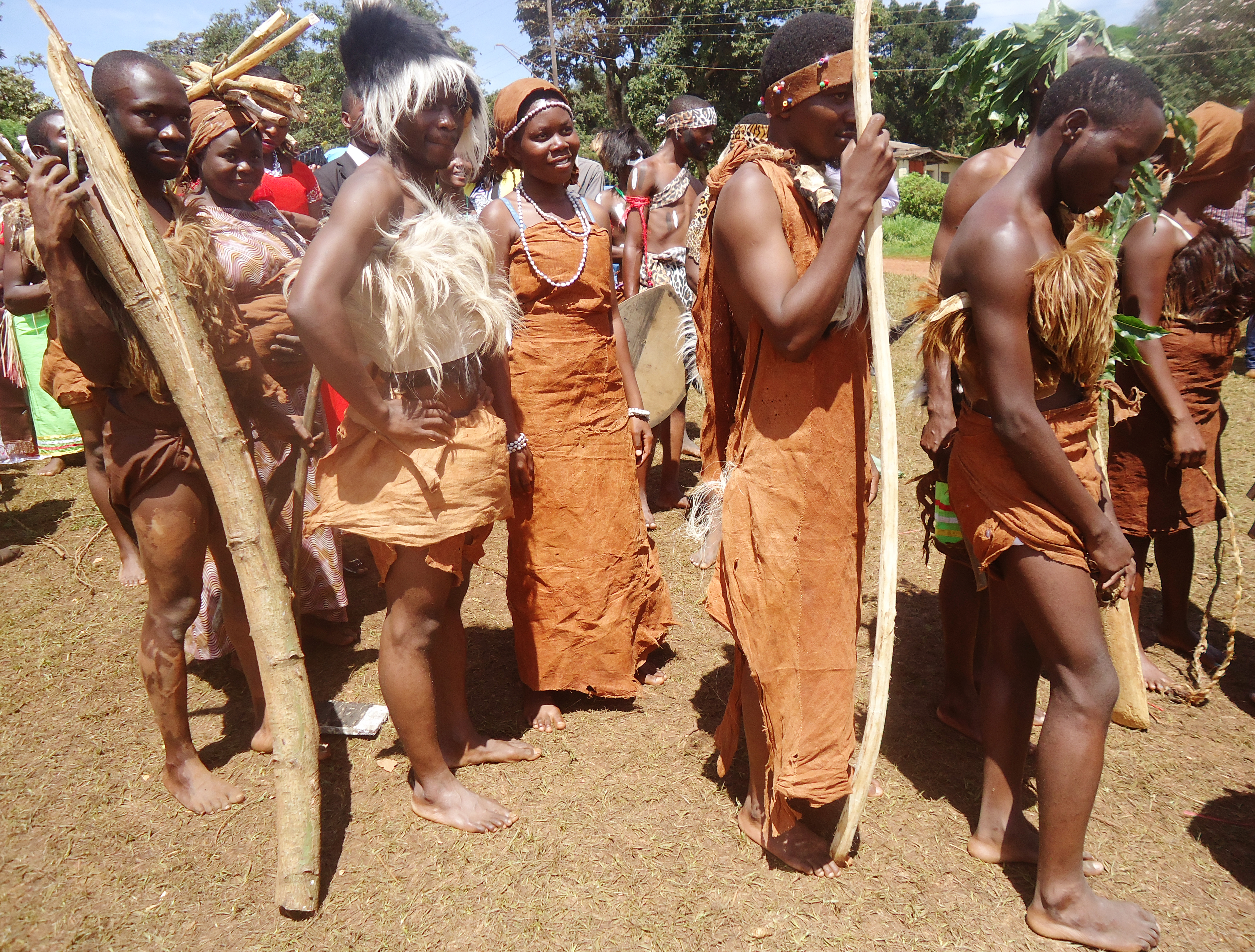
Habitants du Rwenzururu portant les tenues traditionnelles des Bakonjo

Les Konjo  (Yira) sont une population d'Afrique orientale et centrale vivant au sud-ouest de l'Ouganda, dans la chaîne du Rwenzori, également en République démocratique du Congo où ils sont appelés Nande.

## Ethnonymie
Selon les sources et le contexte, on observe différentes formes : Bakondjo, Bakonjo, Yiira, Bakonjos, Konjos, Konzo, Lhukonzo, Mukondjo, Olukonjo,  
Olukonzo, Rukonjo, Wahondjo.

## Langue
Leur langue est le konjo (ou konzo, oluyira), une langue bantoue dont on a dénombré environ 609 000 locuteurs lors du recensement de 2002 en Ouganda.

## Personnalités
- Amon Bazira (1944-1993), leader panafricaniste ougandais

### Discographie
- (en) Secular music from Uganda : 1950 & 1952 (collecteur Hugh Tracey), International Library of African Music, Grahamstown, 2003, CD (65 min 17 s) + brochure (12 p.) [dont Konjo]